# Bogajići
Bogajići (cyr. Богајићи) – wieś w Czarnogórze, w gminie Plav. W 2011 roku liczyła 455 mieszkańców.